# Neptis tibetana
Neptis tibetana är en fjärilsart som beskrevs av Moore 1899. Neptis tibetana ingår i släktet Neptis och familjen praktfjärilar. Inga underarter finns listade i Catalogue of Life.